# Districts fédéraux de Russie
Pour les articles homonymes, voir District et Okroug.
Les 89 sujets fédéraux de Russie sont regroupés dans huit okrougs fédéraux (OF), ou districts fédéraux (en russe : федера́льные округа́, sing. федера́льный о́круг ; transcription française : federalnye okrouga, sing. federalny okroug), administré chacun par un représentant plénipotentiaire du président de la fédération de Russie.

## Administration
Les districts fédéraux ont été créés le 13 mai 2000. Ils reprennent, à leur création, presque exactement le découpage en districts militaires de la fédération de Russie. Ils sont administrés par des représentants du pouvoir fédéral nommés par le président de la fédération de Russie, dont le rôle est de veiller au respect du droit fédéral à l'intérieur des districts qu'ils contrôlent. Ils disposent également de pouvoirs militaire et de police.
La création d'un huitième district fédéral, celui du Nord-Caucase, a été annoncée le 19 janvier 2010 par le président russe, Dmitri Medvedev.
À la suite du rattachement de la Crimée à la fédération de Russie, un district fédéral de Crimée est créé en mars 2014. Le 28 juillet 2016 ce district est joint au district fédéral du Sud par le président russe Vladimir Poutine.

### Avant 2010

Carte au 13 mai 2000.

## Historique

### De 2010 à 2014
Le 19 janvier 2010, le district fédéral du Caucase du Nord est détaché du district fédéral du Sud.
|  | District fédéral central (ou du Centre ; Moscou) District fédéral du Sud (Rostov-sur-le-Don) District fédéral du Nord-Ouest (Saint-Pétersbourg) District fédéral extrême-oriental (ou d'Extrême-Orient ; Khabarovsk) District fédéral sibérien (ou de Sibérie ; Novossibirsk) District fédéral de l'Oural (Iekaterinbourg) District fédéral de la Volga (ou de Privoljié ; Nijni Novgorod) District fédéral du Caucase du Nord (Piatigorsk) |

### De 2014 à 2016
Le 21 mars 2014 est créé le district fédéral de Crimée à partir de la république de Crimée et de la ville d'importance fédérale de Sébastopol, sujets nouvellement créés à la suite du rattachement de la Crimée à la Russie.
|  | District fédéral central (ou du Centre ; Moscou) District fédéral du Sud (Rostov-sur-le-Don) District fédéral du Nord-Ouest (Saint-Pétersbourg) District fédéral extrême-oriental (ou d'Extrême-Orient ; Khabarovsk) District fédéral sibérien (ou de Sibérie ; Novossibirsk) District fédéral de l'Oural (Iekaterinbourg) District fédéral de la Volga (ou de Privoljié ; Nijni Novgorod) District fédéral du Caucase du Nord (Piatigorsk) District fédéral de Crimée (Simferopol) |

### De 2016 à 2018
Le 28 juillet 2016, le district fédéral de Crimée est rattaché au district fédéral du Sud. Les huit districts fédéraux sont alors les suivants (les villes entre parenthèses correspondent aux centres administratifs) :
|  | District fédéral central (ou du Centre ; Moscou) District fédéral du Sud (Rostov-sur-le-Don) District fédéral du Nord-Ouest (Saint-Pétersbourg) District fédéral extrême-oriental (ou d'Extrême-Orient ; Khabarovsk) District fédéral sibérien (ou de Sibérie ; Novossibirsk) District fédéral de l'Oural (Iekaterinbourg) District fédéral de la Volga (ou de Privoljié ; Nijni Novgorod) District fédéral du Caucase du Nord (Piatigorsk) |

### Depuis 2018
Le 4 novembre 2018, par décret du président de la Russie, la république de Bouriatie et le kraï de Transbaïkalie sont rattachés au district fédéral d'Extrême-Orient.
|  | District fédéral central (ou du Centre ; Moscou) District fédéral du Sud (Rostov-sur-le-Don) District fédéral du Nord-Ouest (Saint-Pétersbourg) District fédéral extrême-oriental (ou d'Extrême-Orient ; Khabarovsk jusqu'en décembre 2018 ; Vladivostok depuis décembre 2018) District fédéral sibérien (ou de Sibérie ; Novossibirsk) District fédéral de l'Oural (Iekaterinbourg) District fédéral de la Volga (ou de Privoljié ; Nijni Novgorod) District fédéral du Caucase du Nord (Piatigorsk) |

## Plénipotentiaires du président dans les districts fédéraux
| District fédéral | Nom                | Depuis le        |
| ---------------- | ------------------ | ---------------- |
| Caucase-du-Nord  | Iouri Tchaïka      | 22 janvier 2020  |
| Centre           | Igor Chtchiogolev  | 26 juin 2018     |
| Sud              | Vladimir Oustinov  | 14 mai 2008      |
| Nord-Ouest       | Alexandre Goutsan  | octobre 2018     |
| Extrême-Orient   | Iouri Troutnev     | 31 août 2013     |
| Sibérie          | Anatoli Serychev   | 12 octobre 2021  |
| Oural            | Vladimir Iakouchev | 9 novembre 2020  |
| Volga            | Igor Komarov       | 7 septembre 2018 |